# Just the Ten of Us
Just the Ten of Us foi uma sitcom americana protagonizado pelo comediante Bill Kirchenbauer como o Treinador Graham Lubbock, um professor e chefe de uma grande família.
À medida que a série progrediu, as quatro filhas mais velhas, Marie (Heather Langenkamp), Cindy (Jamie Luner), Wendy (Brooke Theiss) e Connie (JoAnn Willette) se tornaram o foco principal.
A série foi ao ar pelo canal americano ABC entre 1988 a 1990, mais destacado como sendo parte do que tornaria realmente um bloco do canal chamado TGIF (iniciais da frase, Thank God, It's Friday!). Foi também uma spin-off de uma outra série chamada Growing Pains, qual o ator Kirchenbauer fez uma aparição como o Treinador Lubbock. A primeira temporada consistiu em quatro episódios somente servindo como um teste na primavera de 1988. O canal ABC ficou surpreso com a audiência e ordenou uma segunda temporada.

## Sinopse
A série enfoca em Graham Lobbock (Bill Kirchenbauer), um católico conservador e professor de educação física que "dispensa" qualquer aluno que fica de olho em uma de suas filhas, na escola que os personagens de Growing Pains, Mike e Carol Seaver (Kirk Cameron, Tracey Gold) tinham estudado; e também é pai de oito filhos.
No episódio piloto (o qual foi ao ar em Growing Pains na primavera de 1988), o trabalho de Graham corre risco, em parte devido a destrição de redução de impostos. Mike lidera um movimento de protesto depois de saber que Lubbock sustenta uma grande família (incluindo um bebê que sua esposa, Elizabeth, acabara de ter).
Após inúmeras reclamações, o destino de Graham é selado e então, ele acaba perdendo o emprego. No entanto, ele logo recebe uma proposta de emprego na Academia de St. Augustine, uma escola católica só para meninos em Eureka, Califórnia; Graham, então, se muda com sua família para Califórnia.
Dos oito filhos de Graham, seis são meninas e dois são meninos. Eles são:
- Marie (Heather Langenkamp): a mais velha, responsável e devotada.
- Cindy (Jamie Luner): a gêmea mais velha de Wendy.
- Wendy (Brooke Theiss): a gêmea mais nova de Cindy e a mais namoradeira das quatro.
- Connie (JoAnn Willette): a filha boêmia.
- Sherry (Heidi Zeigler): a primeira caçula
- Melissa: a segunda caçula
- Graham Jr. (Matt Shakman): o primeiro caçula
- Harvey: o segundo caçula

## Elenco
- Bill Kirchenbauer: Treinador Graham T. Lubbock
- Deborah Harmon: Elizabeth Lubbock
- Heather Langenkamp: Marie Lubbock
- Jamie Luner: Cynthia "Cindy" Lubbock
- Brooke Theiss: Wendy Lubbock
- JoAnn Willette: Constance "Connie" Sarah Lubbock
- Heidi Zeigler: Sherry Lubbock
- Matt Shakman: Graham "J.R." Lubbock, Jr.
- Dennis Haysbert: Duane Johnson, assistente do Treinador Lubbock
- Frank Bonner: Padre Frank Hargis

## Participações especiais
Just the Ten of us marcou por presenças vários atores que ficaram conhecidos por outros papéis. Dennis Heysbert, que interpretou Pedro Cerrano em Major League]] e Major League II e também David Palmer de 24, que faz o personagem Duane, assistente de Graham. Frank Bonner, que estrelou WKRP in Cincinnati, interpretou Padre Largis, o dono da Academia St. Augustine.

## O breve cancelamento da série
O canal ABC, sem mais e nem menos, cancelou a série na primavera de 1990. Desde que o canal estava promovendo um novo projeto em cima do bloco noturno, as quatro comédias presentes deveriam ser produzidos por Miller-Boyett. As outras três séries que passavam junto com Just the Ten of Us (no final do ano 1989-90) foram produzidas por essa companhia: Full House, Family Matters e Perfect Strangers (outra série que não foi produzida por essa companhia, Mr. Belvedere, foi cortada da programação por meses, e posto ao ar os últimos episódios nas noites de segunda naquele verão). A Warner e os produtores Guntzelman e Marshall entraram em uma disputa sobre o destino da série. Mas o caso era esse: a série tinha uma audiência e uma popularidade imensa, junto com os fãs da série Growing Pains. Quando isso começou a ficar sério, a ABC concluiu que não teria mais horário para Just the Ten of Us e acabou tirando ela do ar e pondo no lugar uma outra sitcom que era produzida pela companhia Miller-Boyett para se juntar ao bloco TGIF: Going Places.
A série não foi renovada para uma outra temporada, com nenhum outro canal disponível a transmiti-la. Just the Ten of Us deixou a ABC no começo de Maio de 1990. O canal a cabo USA's Network, comprou a série inteira e a reprisou. O canal transmitiu a série até 1996.
Mesmo a ABC nunca ter tido tanto sucesso com o bloco TGIF nos anos de 1990 e 1991, a série que tinha entrado no lugar de Just the Ten of Us, Going Places, somente durou uma única temporada. Críticos chegaram a constatar que o cancelamento de Just the Ten of Us foi uma atitude muito precipitada da emissora.

## Ligações comA Nightmare on Elm Street
Just the Ten of Us tem várias ligações com a franquia A Nightmare on Elm Street. Três das quatro filhas mais velhas da série, apareceram em alguns de seus filmes. Heather Langenkamp estrelou o primeiro filme da franquia, A Nightmare on Elm Street, e o terceiro, A Nightmare on Elm Street 3: Dream Warriors, como a personagem Nancy Thompson, a maior rival do protagonista Freddy Krueger. Posteriormente, Heather interpretaria ela mesma no sétimo filme, Wes Craven's New Nightmare. Brooke Theiss apareceu em A Nightmare on Elm Street 4: The Dream Master, como Debbie Stevens, a última vítima de Freddy no filme. E JoAnn Willette apareceu em A Nightmare on Elm Street 2: Freddy's Revenge, somente por alguns minutos no início como uma de duas garotas presentes no ônibus escolar junto com o protagonista Jesse (Mark Patton). Outra referência que a série fazia a franquia, era quando o  personagem Graham Jr. aparecia em vários episódios usando sua camiseta oficial.

## Ligações comFriends
Dois atores que estrelaram a sitcom Friends também apareceram em Just the Ten of Us. Matt LeBlanc apareceu em dois episódios como um dos membros do time de futebol da escola e que tem uma breve relação com Wendy. Matthew Perry fez uma participação como o falso namorado de Wendy, para ela poder sair com o seu namorado verdadeiro: um homem mais velho. A coincidência, é que ambos os personagens dos dois chegaram a sair com Wendy.
Perry também apareceu em dois episódios de Growing Pains como namorado de Carol Seaver, que terminam após ele ter sofrido um acidente de carro.
Já na spin-off de Friends, Joey, a personagem Bobbie (interpretada pela atriz Jennifer Coolidge), diz que chegou a incendiar o estúdio de Just the Ten of Us no episódio "Joey and the Sexy Tape".

## Prêmios e indicações
| Ano  | Prêmio                                 | Resultado | Categoria                                                          | Artista                                                                                      |
| ---- | -------------------------------------- | --------- | ------------------------------------------------------------------ | -------------------------------------------------------------------------------------------- |
| 1989 | ASCAP Film and Television Music Awards | Ganhou    | Série Top                                                          | John Bettis                                                                                  |
| 1990 | Primetime Emmy Award                   | Ganhou    | Melhor Direção de Fotografia em uma Série de Comédia               | George Spiro Dibie (pelo episódio "Highway to Heaven")                                       |
| 1990 | Young Artist Award                     | Indicado  | Melhor Ator/Atriz-mirim em uma Série de Comédia, Drama ou Especial | Heather Langenkamp, Jamie Luner, Matt Shakman, Brooke Theiss, JoAnn Willette e Heidi Zeigler |
| 1990 | Young Artist Award                     | Indicado  | Melhor Série Familiar                                              | -                                                                                            |
| 1990 | Young Artist Award                     | Indicado  | Melhor Atriz-mirim Coadjuvante em uma Série de Comédia             | Heidi Zeigler                                                                                |

## Outros lançamentos
A Warner até hoje não tem planos em lançar a série em DVD.